# Wolfgang Steinmayr
Wolfgang Steinmayr (né le 6 septembre 1944 à Innsbruck) est un coureur cycliste autrichien. Il est notamment le détenteur du record de victoires sur le Tour d'Autriche, son tour national qu'il a remporté à quatre reprises.

## Palmarès
- 1969[1]
  - 2e du Tour d'Autriche
- 1971
  - 10e étape du Tour d'Autriche (contre-la-montre)
  - 8e étape du Tour de l'Avenir
  - Prologue du Grand Prix Guillaume Tell
  - 3e du Tour d'Autriche
  - 9e du Tour de l'Avenir
- 1972
  - Tour d'Autriche :
    - Classement général
    - 2e étape (contre-la-montre)
- 1973
  - Tour d'Autriche :
    - Classement général
    - 3e, 6e (contre-la-montre) et 7e étapes

  - 2e du Trophée Peugeot de l'Avenir
- 1974
  - Vienne-Rabenstein-Gresten-Vienne :
    - Classement général
    - 3e étape

  - 2e du Trophée Peugeot de l'Avenir
  - 2e du Tour de Yougoslavie
- 1975
  - Tour d'Autriche :
    - Classement général
    - 9e étape

  - 3e du championnat d'Autriche sur route
- 1976
  - Tour d'Autriche
  - 1re étape de Vienne-Rabenstein-Gresten-Vienne (contre-la-montre)